# Grubenkarspitze
Pour l’article homonyme, voir Grubenkarspitze (Alpes de l'Ötztal).
La Grubenkarspitze (littéralement Pointe aux fosses) est un sommet des Alpes, à 2 663 m d'altitude, dans le massif des Karwendel, et précisément du chaînon de Hinterautal-Vomper, en Autriche (Tyrol).